# Mayron George
Mayron Antonio George Clayton (født 23. oktober 1993) er en costaricansk fodboldspiller, der spiller for Beitar Jerusalem F.C..

## Karriere

### OFI Crete
Han skrev den 27. juli 2014 under på en lejeaftale med OFI Crete.

### Hobro IK
I juli 2015 blev det offentliggjort, at den 21-årige Mayron George skiftede til Hobro IK. Her havde han skrevet under på en toårig aftale.

### Randers FC
Den 7. august 2016 blev det offentliggjort, at George skiftede til Randers FC, hvor han skrev under på en fireårig kontrakt. George var Hobros andenstørste transfersalg efter salget af Mads Hvilsom til Eintracht Braunschweig. Han fik sin debut i Superligaen for Randers FC den 21. september, da han blev skiftet ind i det 65. minut i stedet for Marvin Pourié i 2-2-kampen hjemme mod F.C. København.

### Lyngby Boldklub
Den 31. august 2017 blev det offentliggjort, at George blev lejet ud til Lyngby Boldklub resten af sæsonen 2017-18.

### FC Midtjylland
Lyngby Boldklub valgte den 23. marts 2018 at indløse frikøbsklausalen på George. Det blev i samme ombæring oplyst, at FC Midtjylland havde købt George af Lyngby Boldklub, hvor han skrev under på en fireårig kontrakt.